# Trifolium dichroanthum
Trifolium dichroanthum är en ärtväxtart som beskrevs av Pierre Edmond Boissier. Trifolium dichroanthum ingår i släktet klövrar, och familjen ärtväxter. Inga underarter finns listade i Catalogue of Life.